# Meister der Chanenko-Anbetung
Der Meister der Chanenko-Anbetung ist ein bis heute unbekannter altniederländischer Maler, der zwischen 1490 und 1500 tätig war. Er gilt als einer der bedeutendsten Nachfolger des Hugo van der Goes. Der Notname geht auf die Forschungen von Max J. Friedländer zurück, der den Maler nach dem heute im Kiewer Museum befindlichen Diptychon  mit der „Anbetung der Könige“ benannte, das dem Museum aus der Sammlung von Bogdan Chanenko testamentarisch vermacht worden war. Die Werke des Meisters der Chanenko-Anbetung sind von hoher malerischer Qualität und sichern dem Künstler einen außergewöhnlichen Rang innerhalb der altniederländischen Malerei zu.

## Werke
- Maria mit dem Kind vor einer Landschaft, um 1500Budapest, Szépművészeti Múzeum 
  - Die Anbetung der Könige.
- Dessau, Anhaltische Gemäldegalerie
  - Maria mit dem Kinde.
- Kyjiw, Chanenko Museum

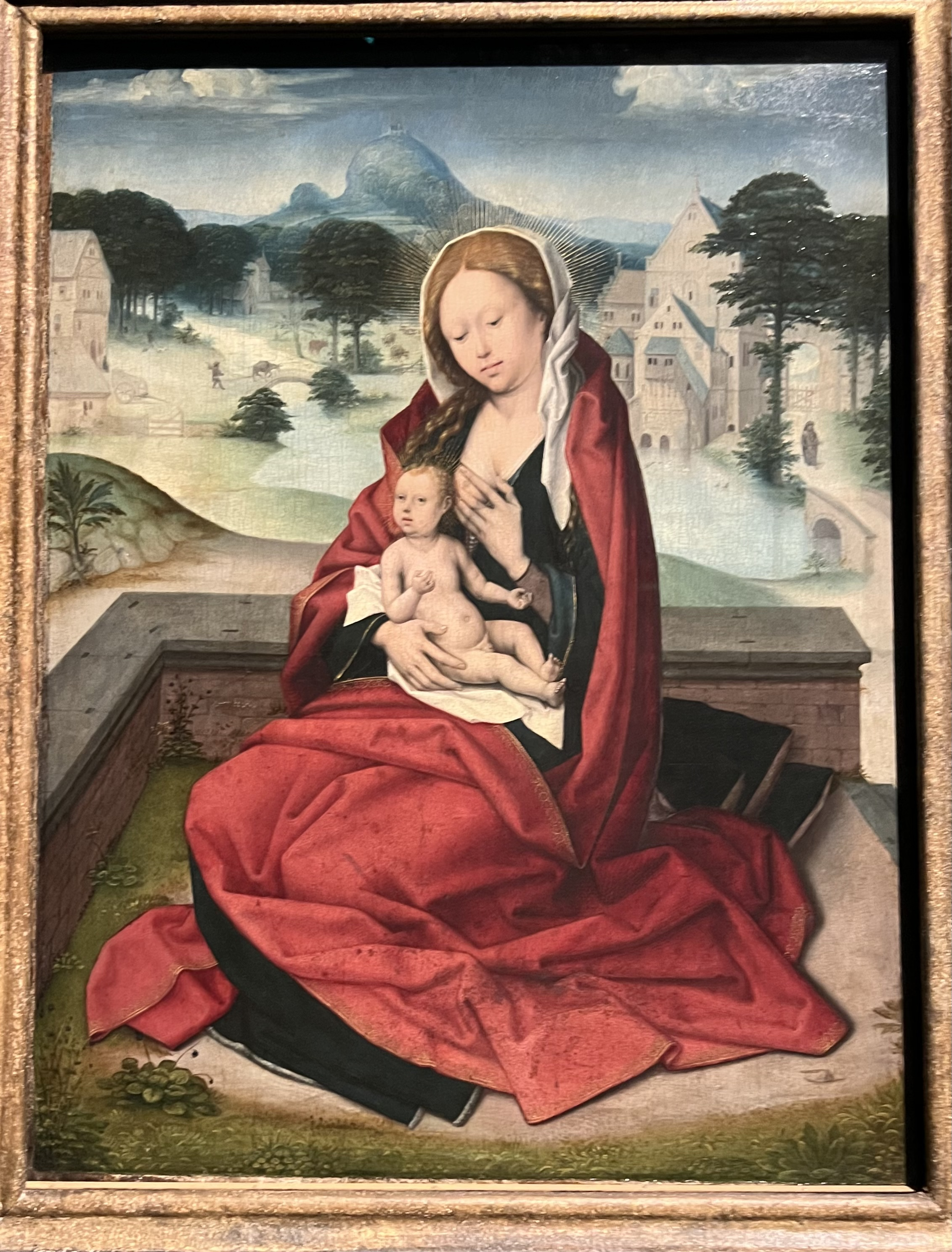
Maria mit dem Kind vor einer Landschaft, um 1500

  - Diptychon: Die Anbetung der Könige.
- Rotterdam, Museum Boymans-van Beuningen
  - Maria mit dem Kinde.
- Saint-Omer, Musée des Beaux-Arts
  - Triptychon: Die Anbetung der Könige.
- Stuttgart, Staatsgalerie
  - Maria mit dem Kinde vor einer Landschaft.
- Warwickshire, Collection Bearsted (The National Trust)
  - Kaiser Augustus und die tiburtinischen Sibylle.
- Verbleib unbekannt
  - Maria mit dem Kinde. (am 14. Oktober 1992 bei Sotheby’s in New York versteigert)
  - Die Verkündigung. (am 29. Januar 2005 bei Sotheby’s in New York versteigert)